# Телксиноа (сателит)
Телксиноа или Јупитер XLII је ретроградни неправилни Јупитеров природни сателит. Открио ју је тим астронома са Универзитета на Хавајима, на челу са Скотом Шепардом (енгл. Scott Sheppard) 2004. године, када је новооткривено небеско тело названо S/2003 J 22. У марту 2005. године добила је свој садашњи назив, и то по музи Телксинои. Припада Ананкиној групи Јупитерових природних сателита. Њен пречник износи око 2 km.